# Station Lubukpakam
Lubukpakam is een spoorwegstation in de Indonesische provincie Noord-Sumatra.